# Hermann Lemp (Moderner Fünfkämpfer)
Hermann Lemp (* 20. Juli 1914 in Rosenheim; † 9. November 1943 in Wizebsk, heute Belarus) war ein deutscher Moderner Fünfkämpfer.
Hermann Lemp nahm an den Olympischen Sommerspielen 1936 in Berlin teil, wo er den 6. Rang belegte.
Er war im Zweiten Weltkrieg Soldat der Wehrmacht und fiel 1943 im heutigen Belarus.